# Eythorne
Eythorne is een civil parish in het bestuurlijke gebied Dover, in het Engelse graafschap Kent. De plaats telt 2594 inwoners.